# ДБ-А
ДБ-А («Дальний Бомбардировщик — Академия») — советский экспериментальный тяжёлый дальний бомбардировщик, спроектированный и построенный под руководством российского советского авиационного конструктора Виктора Болховитинова.
На этом самолёте в 1936—1937 годах советскими лётчиками установлены четыре мировых рекорда дальности полёта с грузом. Это первый в мире серийный самолёт, совершивший перелёт через Северный полюс, и первый в мире четырёхмоторный, долетевший до полюса. До 1940 года ДБ-А выпускался небольшой серией и использовался в качестве транспортного самолёта.
12 августа 1937 года четырёхмоторный самолёт ДБ-А с бортовым номером Н-209 с экипажем из 6 человек под командованием С. А. Леваневского начал полёт из Москвы через Северный полюс в Фэрбанкс, штат Аляска, США. Радиосвязь с самолётом прервалась 13 августа, в 17:58 по московскому времени, после того, как самолёт пролетел над Северным полюсом.

## Конструирование, постройка и испытания
В 1935 году преподаватель Академии воздушного флота имени Н. Е. Жуковского Виктор Болховитинов предложил проект «тяжёлого дальнего бомбардировщика». Самолёт под индексом ДБ-А «Дальний Бомбардировщик — Академия» был спроектирован и построен на Авиационном заводе № 22 в Москве и вышел на лётные испытания в мае 1936 года.
Главный конструктор с целью увеличения скорости боевого самолёта реализовал в своей машине ряд новых идей: гладкую обшивку планера, убирающиеся в обтекатели шасси и другие.

## Конструкция[3]
- Фюзеляж — полумонокок, гладкая обшивка входила в силовой набор и была подкреплена стрингерами. Кабины экипажа закрытые с целлулоидным остеклением. Отделение кормового стрелка открытое. Полумонококовый фюзеляж позволял увеличить свободный внутренний объём.
- Крыло — трехлонжеронное, состоит из центроплана и отъёмных частей. В крыле размещались бензобаки общим объёмом 14 600 л бензина. На крыле располагались посадочные щитки, позволяющие снизить скорость при посадке до 80 км/ч. Под крылом монтировались бомбодержатели, рассчитанные на подвеску 2000 кг бомб.
- Оперение — Киль и стабилизатор цельнометаллические. Стабилизатор растягивался сдвоенными тросами-расчалками. Рули высоты и руль направления были снабжены флетнерами. Балансировка рулей высоты осуществлялась весовыми балансирами.
- Шасси — трехопорное с хвостовым колесом. Основные колеса шасси убирались по полету в специальные обтекатели. Хвостовое колесо убиралось полностью. Для эксплуатации самолёта в зимних условиях предусматривались специальные лыжи. Амортизаторы колесного шасси телескопические, масляно-воздушные, а лыжного смешанные: шнуровые и масляно-воздушные. Выпуск колес производился с помощью сжатого воздуха.
- Силовая установка — четыре двигателя М-34РНБ с редуктором и наддувом, мощностью по 970 л. с. Винты трёхлопастные диаметром 4,1 м, шаг регулировался на земле.
- Оборудование — приборная доска летчиков состояла из трех частей. На ней располагались: радиопеленгатор, авиагоризонт, указатель поворота и скольжения, гиромагнитный полукомпас, приборы контроля работы двигателя. Связь между членами экипажа осуществлялась с помощью пневмопочты и самолётного переговорного устройства. Для обеспечения посадки самолёта ночью на самолёте устанавливали подкрыльевые факелы. Комплект установленного оборудования позволял пилотировать самолёт в сложных метеоусловиях.
- Вооружение — в носовой части фюзеляжа располагалась турель с пулеметом калибра 7,62 мм, в центральной части фюзеляжа — пушка калибра 20 мм, в хвостовой части — кинжальная и кормовая пулеметные установки. Полный боевой запас у пулеметов — 3000 патронов, у пушки - 250 снарядов. Под центропланом в фюзеляже расположен бомболюк, вмещающий до 3000 кг бомб, общая бомбовая нагрузка — 6500 кг.

## Серийное производство
После успешных испытаний под Москвой тяжёлый дальний бомбардировщик Виктора Болховитинова ДБ-А был запущен, но лишь в малую серию на Авиационном заводе № 124 имени Серго Орджоникидзе в Казани. Первые и последние 5 серийных самолетов были сданы в 1939 году.
Советский авиационный конструктор Александр Яковлев полагает, что «на судьбу ДБ-А повлияла… трагическая гибель в августе 1937 года экипажа Леваневского… Кроме того, построенный в том же году бригадой В. М. Петлякова под руководством А. Н. Туполева самолёт ТБ-7 (АНТ-42), получивший в серии наименование Пе-8, показал значительно лучшие лётные качества в сравнении с ДБ-А, [и] был запущен в серию…».

## Лётно-технические характеристики
Приведённые характеристики соответствуют модификации ДБ-А с двигателями АМ-34РН.
Источник данных: Шавров В. Б., 1988.

Технические характеристики
- Экипаж: 7 человек
- Длина: 24,4 м
- Размах крыла: 39,5 м
- Высота:
- Площадь крыла: 230 м²
- Масса пустого: 15 400 кг
- Нормальная взлётная масса: 21 900 кг
- Масса полной нагрузки:6500 кг
- Объём топливных баков: 14 000 л
- Силовая установка: 4 ×  АМ-34РН
- Мощность двигателей: 4 × 970 л. с. (4 × 713 кВт (взлётная))

Лётные характеристики
- Максимальная скорость:  
  - на высоте 4000 м: 330 км/ч
  - у земли: 280 км/ч
- Практическая дальность: 4500 км
- Практический потолок: 7220 м
- Время набора высоты:
  - 1000 м за 5 мин.
  - 7000 м за 56 мин.
- Нагрузка на крыло: 95 кг/м²
- Тяговооружённость: 129 Вт/кг (5,7 кг/л. с.)
- Длина разбега: 400 м
- Длина пробега: 300 м

Вооружение
- Стрелково-пушечное:  
  - 1 × 20 мм пушка ШВАК
  - 6 × 7,62 мм пулемётов ШКАС
- Боевая нагрузка: 5000 кг